# 関健作
関 健作（せき けんさく、1983年5月18日 - ）は日本のドキュメンタリー写真家。千葉県横芝光町出身。順天堂大学スポーツ健康科学部スポーツ科学科卒業。
ブータンに住むヒップホッパーや日本の陸上競技アスリートを取材している。2017年、APAアワード2017 写真作品部門 文部科学大臣賞 受賞。

## 人物・経歴
1983年に千葉県で生まれ。2001年に順天堂大学スポーツ健康科学部スポーツ科学科に入学。大学では陸上競技部（ハードル選手）に所属。
2007年からJICAの青年海外協力隊に参加。ブータンのタシ・ヤンツェ県にあるタシヤンツェ小中学校で3年間体育教師を務め、2011年からフリーランスの写真家として活動を開始。
2017年、ブータンに住む92歳の男性を追ったドキュメンタリー作品で、APAアワード2017写真作品部門で、大賞となる文部科学大臣賞を受賞。
同年、脳腫瘍と向き合う教師のドキュメンタリー作品で、第13回「名取洋之助写真賞」を受賞。
2018年、HIPHOPに魅了されたブータンの若者たちのドキュメンタリー作品で、京都国際写真祭KYOTOGRAPHIE2018のポートフォリオレビュー賞FUJIFILM AWARD特別賞を受賞、ニコンサロン写真展年度賞・第20回三木淳賞 最終選考にノミネート、デンマークの写真祭Photobook Week Aarhus PWA Dummy Award 2018で最終選考にノミネート、SIPFシンガポール国際写真祭 2018 Photobook Open Call ファイナリストに選出。
2019年、アスリートの記録と記憶をテーマにした作品「2:16.22」で2019年京都国際写真祭KYOTOGRAPHIEポートフォリオレビュー賞 FUJIFILM AWARD大賞を受賞。
2024年5月13日、エベレスト登頂に成功。登頂寸前でカメラ故障に見舞われ、写真を撮れなかった代わりに、ベースキャンプまで下りたのち、心に刻んだ風景をノートに描いた。
家族は妻と1児。2020年より神奈川県秦野市在住。趣味は登山とボルダリング。

## 著書
- ブータンの笑顔 新米教師が、ブータンの子どもたちと過ごした3年間[12][13] - 2013年、径書房出版、ISBN 978-4-7705-0216-2
- 撮り・旅! 地球を撮り歩く旅人たち - 共著 2014年 ダイヤモンド社出版 ISBN 4478046158
- OF HOPE AND FEAR - 手製本 写真集
- 2:16.22 - 2020年手製本 写真集
- 祭りのとき、祈りのとき - 手製本 写真集
- Limited future　第13回「名取洋之助写真賞」受賞作品

## 写真展

### 個展
- ブータンの笑顔 - 2010年4月 横芝光町図書館ギャラリー[14]
- 今を見つめる 今を生きる ブータン - 2011年11月 JICA地球ひろば
- Smile from Bhutan - 2013年〜2014年 全国のmont-bellサロン
- ビルマの学び舎 - 2015年5月 ギャラリー「間」成田
- ブータンの小さな瞳 - 2016年4月 あーすぷらざ[15]
- Little Bhutan Days - 2016年5月 Soup Stock Tokyo 本社[16]
- 祭りのとき、祈りのとき -  2016年9月 コニカミノルタプラザ[17]
- 第13回「名取洋之助写真賞」写真展「Limited future」 - 2018年 [18]
- OF HOPE AND FEAR - 2018年 ニコンサロン
- GOKAB ～ HIPHOP に魅了されたブータンの若者たち～ - 2018年10月 TOKYO GRAPHIE2018 @六本木FUJIFILM SQUARE[7]
- OF HOPE AND FEAR - 2019年5月 head on photo festival, Wedge Gallery in Sydney[19]
- 2:16.22 -その記録の向こう側-  - 2019年11月 六本木FUJIFILM SQUARE[20][10]

- 2:16.22 - 2020年7月 Reminders Photography Stronghold Gallery

- GOKAB - 2020年7月 Le festival des Promenades photographiques(プロムナード写真祭), Vendôme, France

### グループ展
- 日本・ブータン外交関係樹立30周年記念事業ブータン展 写真コーナー - 2016年5月 上野の森美術館[21]
- APA（日本広告写真家協会）アワード2017展覧会 文部科学大臣賞「ブータン92歳の1日」 - 2017年3月 東京都写真美術館[22]
- RPS PHOTO BOOK AS OBJECT EXHIBITION -  2017年10月 REMINDERS PHOTOGRAPHY STRONGHOLD gallery[23]
- 飯沼珠実・関健作・柳詰有香 写真展「三様のひかり」 - 2019年1月 アイデムフォトギャラリー「シリウス」[24]
- 005 PHOTO Playground - 2019年2月 Ginza Sony Park[25]

## 受賞
- 第13回「名取洋之助写真賞」受賞[6] - 2017年
- APAアワード2017 写真作品部門 文部科学大臣賞 受賞[3]- 2017年
- ニコンサロン写真展年度賞・第20回三木淳賞 最終選考ノミネート[8]- 2018年
- Photobook Week Aarhus PWA Dummy Award 2018 最終ノミネート Top3[9]- 2018年
- SIPFシンガポール国際写真祭 2018 Photobook Open Call ファイナリスト- 2018年
- KYOTOGRAPHIE 京都国際写真祭2018ポートフォリオレビュー賞 FUJIFILM AWARD特別賞 受賞[7]- 2018年

- KYOTOGRAPHIE 京都国際写真祭2019ポートフォリオレビュー賞 FUJIFILM AWARD大賞 受賞[10]- 2019年
- アルル国際写真際 フォトブックアワード 最終ノミネート[26] - 2020年

## 連載
- 新教育ライブラリPremier 越えゆく力 -2020年 ぎょうせい